# Jefrin Mejía
Jefrin Benito Mejía Sambula (ur. 4 lipca 1992) – honduraski zapaśnik walczący w obu stylach. Zajął trzynaste miejsce na mistrzostwach świata w 2013. Piąty na igrzyskach panamerykańskich w 2011 i 2015. Brązowy medal na igrzyskach Ameryki Środkowej i Karaibów w 2010 i 2014 i na mistrzostwach panamerykańskich w 2016. Mistrz Ameryki Południowej w 2014. Czterokrotny medalista igrzysk Ameryki Centralnej, złoto w 2010 i 2017 roku. Jego brat Kevin Mejía jest również zapaśnikiem.